# 渋谷俊浩
渋谷 俊浩（しぶたに としひろ、1962年8月30日 - ）は、日本の元陸上競技選手（長距離走、マラソン）。兵庫県加古川市出身。

## 略歴
- 兵庫県立加古川東高等学校から筑波大学に進む。在学中に日本学生陸上競技対校選手権大会（インカレ）の10000mに優勝。10000mでのベスト記録は28分45秒90である。
- 1985年の箱根駅伝では2区で区間賞を獲得している。ユニバーシアードでは1983年のエドモントン大会、1985年の神戸大会の2大会連続で男子マラソン代表に選ばれ、それぞれ4位・7位入賞を果たしている。
- 大学卒業後は雪印に所属。1986年のびわ湖毎日マラソンでマラソン初優勝。1988年の福岡国際マラソンでは2時間11分04秒のタイムで優勝した。この福岡国際では当時世界最高記録保持者のベライン・デンシモとの一騎討ちとなり、ゴールの競技場に入るところでデンシモがコースを間違えるハプニングから先頭に立ち、競技場内でいったんデンシモに抜き返されたものの最後にスパートをかけて競り勝った[1]。
- ランナーを続ける傍ら、母校の筑波大学で体育研究科の修士課程に進学し、1994年に修了。
- 1997年に現役を引退。引退後は指導者に転じ、日本陸上競技連盟の強化委員も務めた。2008年現在はびわこ成蹊スポーツ大学教授、滋賀県スポーツ協会会員[2]。

## マラソン全成績
- 2時間22分50秒 4位　1982年篠山
- 2時間15分13秒 24位　1983年ボストン
- 2時間18分49秒 4位　1983年エドモントン・ユニバーシアード
- 2時間17分38秒 23位　1983年福岡国際（ﾛｽ五輪選考会）
- 2時間19分04秒 優勝　1984年ニューカレドニア
- 2時間12分34秒 7位　1985年びわ湖毎日
- ?時間??分??秒 7位　1985年神戸・ユニバーシアード
- 2時間14分55秒 優勝　1986年びわ湖毎日
- 2時間21分59秒 2位　1986年ナイアガラフォールズ国際
- 2時間14分41秒 18位　1986年福岡国際
- 2時間13分40秒 11位　1987年福岡国際（ソウル五輪選考会）
- 2時間39分57秒 20位　1987年ホノルル
- 2時間12分18秒 7位　1988年ロッテルダム
- 2時間11分04秒 優勝　1988年福岡国際（生涯自己記録）
- 2時間14分05秒 4位　1989年パリ
- 2時間14分44秒 4位　1990年パリ
- 2時間16分34秒 4位　1990年札幌
- 2時間19分28秒 99位　1991年ロンドン・ワールドカップ
- 2時間18分30秒 20位　1992年東京国際（バルセロナ五輪選考会）
- 2時間18分49秒 28位　1992年福岡国際
- 2時間17分37秒 18位　1993年ボストン
- 2時間15分59秒 38位　1993年サンセバスチャン・ワールドカップ
- 2時間30分12秒 20位　1994年札幌
- 2時間16分33秒 23位　1994年福岡国際
- 2時間30分27秒 87位　1996年福岡国際（アトランタ五輪選考会）